# Упендра Тріведі
Упендра Тріведі (*ઉપેન્દ્ર ત્રિવેદી, 14 липня 1936  —4 січня 2015) — індійський актор, продюсер, режисер Дхоллівуду. Знявся у більше ніж 40 фільмах, був режисером 2 кінострічок. Відомий також під ім'ям «Абхінай Самрат».

## Життєпис
Народився у 1936 році у м. Індор, столиці маратхського залежного князівства у складі Британської Індії. При народженні отримав ім'я Упендра Джетхалали. Початкову освіту отримав в Індорі, завершив навчання у м. Уджайн. Пізніше разом з перебрався до Бомбея (в подальшому Мумбая), де спочатку працював різноробочим на підприємстві з виробництва парасольок. Водночас навчався у Бомбейському університеті на мистецькому факультеті. Потім вперше став виступати на театральній сцені в університетському коледжі та радіо.
Вперше знявся у кінематографі у 1970 році, брав участь у другорядних ролях. Успіх прийшов за головну роль у фільмі мовою гуджараті «Джесал Торал» у 1971 році. Значний художній та фінансовий успіх цього фільму сприяв тому, що Упендра став зніматися на кіностудіях Дхоллівуду. У 1972 році спробував себе у кінорежисурі, знявши кінострічку «Jher To Peedha Chhe Jani Jani», яку також продюсував.
У 1980-1990-х роках успішно знімався в гуджаратських фільмах. Тоді ж отримав у 1989 році національну нагороду Падма Шрі. У 1980-х роках став активним учасником політичної боротьби. У 1989 році став членом Законодавчих зборів Гуджарату. При цьому продовжував зніматися на Дхоллівуді.
1993 році знову виступив як режисер, знявши фільм «Manvini Bhavai». Також тут виступив як головний актор. Фільм виявився доволі успішним серед глядачів. В цей час стає одним з успішніших гуджаратських акторів.
У 2000 році обирається заступником спікера Законодавчих зборів Гуджарату. На цій посаді перебував до 2002 року. З цього моменту більше уваги став приділяти політичній та громадській діяльності.
У 2010-х роках написав свою автобіографію «Atmakathan ane Anya Aalekh». Помер у 2015 році у м. Мумбаї.

## Родина
- Гемант
- Упендра